# Ancohuma
El Ancohuma (del aimara: janq'u uma ‘agua blanca’) es una montaña de la Cordillera Central de los Andes, que junto con el Nevado Illampu forman un solo macizo con una superficie aproximada de unos 200 km², siendo la mayor masa glaciar de todo Bolivia. 
Con una altura de 6.427 m s. n. m. es la segunda montaña más alta de la Cordillera Real después del Illimani y la tercera montaña más alta de Bolivia. 
Administrativamente está situada al oeste de Bolivia, en la provincia de Larecaja en el departamento de La Paz.Es visible desde gran parte del camino de La Paz al lago Titicaca.
La primera ascensión fue realizada en el año 1919 por los alemanes Rudolf Dienst y Adolf Schulze.